# Delitti dei deboli e dei potenti
Delitti dei deboli e dei potenti è un saggio di Vincenzo Ruggiero sull'anticriminologia.

## Contenuto
Il libro descrive e analizza i problemi sociali secondo un punto di vista anticriminologico cioè evitando di andare alla ricerca ad ogni costo sulle cause e sui capi generali d'imputazione, lasciando al lettore il giudizio su tale legittimità e sulle procedure che ne consentono un inquadramento ontologico. L'autore, tra l'altro, osserva che le cause sottese ad una certa condotta criminale sono esattamente opposte a quelle utilizzate dalla criminologia tradizionale, da qui l'apposizione del suffisso anti.

## Edizioni
- Ruggero V. (1999) Delitti dei deboli e dei potenti. Esercizi di anticriminologia, Torino, Bollati Boringhieri, ISBN 88-339-1145-4.